# Volpago del Montello
Volpago del Montello és un municipi italià, situat a la regió del Vèneto i a la província de Treviso. L'any 2001 tenia 9.052 habitants.